# Garrulax pectoralis
El charlatán acollarado grande (Garrulax pectoralis), es una especie de ave paseriforme de la familia Leiothrichidae.

## Distribución y hábitat
Se distribuye a través de Bangladés, Bután, China, India, Laos, Myanmar, Nepal, Tailandia y Vietnam.  También fue introducido en los Estados Unidos. Habita en bosques húmedos de tierras bajas y bosques montanos.

## Subespecies
Se reconocen siete subespecies:
- Garrulax pectoralis melanotis Blyth, 1843
- Garrulax pectoralis pectoralis (Gould, 1836)
- Garrulax pectoralis picticollis Swinhoe, 1872
- Garrulax pectoralis pingi Cheng, 1963
- Garrulax pectoralis robini Delacour, 1927
- Garrulax pectoralis semitorquatus Ogilvie-Grant, 1900
- Garrulax pectoralis subfusus Kinnear, 1924